# Tunezja na Letnich Igrzyskach Olimpijskich 2012
Tunezję na Letnich Igrzyskach Olimpijskich 2012, które odbyły się w Londynie, reprezentowało 84 zawodników. Zdobyli oni 3 medale: 1 złoty, 1 srebrny i 1 brązowy, zajmując 45 miejsce w klasyfikacji medalowej.
Był to trzynasty start reprezentacji Tunezji na letnich igrzyskach olimpijskich.

## Zdobyte medale
| Medal  | Zawodnik         | Dyscyplina    | Konkurencja                        | Rezultat  | Data        |
| ------ | ---------------- | ------------- | ---------------------------------- | --------- | ----------- |
| Złoto  | Oussama Mellouli | Pływanie      | 10 km na otwartym akwenie mężczyzn | 1:49:55.1 | 10 sierpnia |
| Srebro | Habiba Ghribi    | Lekkoatletyka | 3000 m z przeszkodami kobiet       | 9:08.37   | 6 sierpnia  |
| Brąz   | Oussama Mellouli | Pływanie      | 1500 m stylem dowolnym mężczyzn    | 14:40.31  | 4 sierpnia  |

## Reprezentanci

### Boks
Mężczyźni
| Zawodnik           | Konkurencja                     | 1/16                | 1/8              | Ćwierćfinały     | Półfinały        | Finał            | Finał   |
| Zawodnik           | Konkurencja                     | Przeciwnik Wynik    | Przeciwnik Wynik | Przeciwnik Wynik | Przeciwnik Wynik | Przeciwnik Wynik | Pozycja |
| ------------------ | ------------------------------- | ------------------- | ---------------- | ---------------- | ---------------- | ---------------- | ------- |
| Ahmed Mejri        | Waga lekka (do 60 kg)           | Chitou W 16-9       | Verdejo P 7-16   | NQ               | NQ               | NQ               | NQ      |
| Abderrazak Houya   | Waga lekkopółśrednia (do 64 kg) | Hadżialijew W 19-16 | Horn P 11-17     | NQ               | NQ               | NQ               | NQ      |
| Yahia El-Mekachari | Waga półciężka (do 81 kg)       | Kurbonow W 16-8     | Rasulov P 6-13   | NQ               | NQ               | NQ               | NQ      |

Kobiety
| Zawodniczka   | Konkurencja           | 1/8                 | Ćwierćfinały        | Półfinały           | Finał               | Finał   |
| Zawodniczka   | Konkurencja           | Przeciwniczka Wynik | Przeciwniczka Wynik | Przeciwniczka Wynik | Przeciwniczka Wynik | Pozycja |
| ------------- | --------------------- | ------------------- | ------------------- | ------------------- | ------------------- | ------- |
| Maroua Rahali | Waga musza (do 51 kg) |                     | Kom P 6-15          | NQ                  | NQ                  | NQ      |
| Rim Jouini    | Waga lekka (do 60 kg) | Pritchard P 10-15   | NQ                  | NQ                  | NQ                  | NQ      |

### Gimnastyka

#### Gimnastyka sportowa
Mężczyźni
| Zawodnik         | Konkurencja     | Eliminacje | Eliminacje | Finał | Finał   |
| Zawodnik         | Konkurencja     | Wynik      | Pozycja    | Wynik | Pozycja |
| ---------------- | --------------- | ---------- | ---------- | ----- | ------- |
| Wajdi Bouallegue | Ćwiczenia wolne | 13.708     | 60.        | NQ    | NQ      |

### Judo
Mężczyźni
| Zawodnik        | Konkurencja    | 1/32             | 1/16                         | 1/8               | Ćwierćfinały     | Półfinały        | Repesaż 1        | Repesaż 2        | Repesaż 3        | Finał            | Finał   |
| Zawodnik        | Konkurencja    | Przeciwnik Wynik | Przeciwnik Wynik             | Przeciwnik Wynik  | Przeciwnik Wynik | Przeciwnik Wynik | Przeciwnik Wynik | Przeciwnik Wynik | Przeciwnik Wynik | Przeciwnik Wynik | Pozycja |
| --------------- | -------------- | ---------------- | ---------------------------- | ----------------- | ---------------- | ---------------- | ---------------- | ---------------- | ---------------- | ---------------- | ------- |
| Faicel Jaballah | Powyżej 100 kg |                  | Szynkiejew W 0001-0001 (YUS) | Riner P 0002-0101 | NQ               | NQ               | NQ               | NQ               | NQ               | NQ               | NQ      |

Kobiety
| Zawodniczka       | Konkurencja   | 1/32                | 1/16                | 1/8                  | Ćwierćfinały        | Półfinały           | Repesaż 1           | Repesaż 2           | Repesaż 3           | Finał               | Finał   |
| Zawodniczka       | Konkurencja   | Przeciwniczka Wynik | Przeciwniczka Wynik | Przeciwniczka Wynik  | Przeciwniczka Wynik | Przeciwniczka Wynik | Przeciwniczka Wynik | Przeciwniczka Wynik | Przeciwniczka Wynik | Przeciwniczka Wynik | Pozycja |
| ----------------- | ------------- | ------------------- | ------------------- | -------------------- | ------------------- | ------------------- | ------------------- | ------------------- | ------------------- | ------------------- | ------- |
| Houda Miled       | Do 70 kg      | —                   | BYE                 | Chen P 0001-1000     | NQ                  | NQ                  | NQ                  | NQ                  | NQ                  | NQ                  | NQ      |
| Hana Mareghni     | Do 78 kg      | —                   | BYE                 | Aguiar P 0003-0020   | NQ                  | NQ                  | NQ                  | NQ                  | NQ                  | NQ                  | NQ      |
| Nihal Chikhrouhou | Powyżej 78 kg | —                   | BYE                 | Altheman P 0001-1001 | NQ                  | NQ                  | NQ                  | NQ                  | NQ                  | NQ                  | NQ      |

### Kajakarstwo

#### Kajakarstwo klasyczne
| Zawodnik           | Konkurencja         | Eliminacje | Eliminacje | Półfinały | Półfinały | Finał    | Finał   |
| Zawodnik           | Konkurencja         | Czas       | Pozycja    | Czas      | Pozycja   | Czas     | Pozycja |
| ------------------ | ------------------- | ---------- | ---------- | --------- | --------- | -------- | ------- |
| Khaled Houcine     | C-1 200 m mężczyzn  | 44.395     | 4.         | 44.373    | 7.        | NQ       | NQ      |
| Mohamed Ali Mrabet | K-1 200 m mężczyzn  | 38.291     | 7.         | NQ        | NQ        | NQ       | NQ      |
| Mohamed Ali Mrabet | K-1 1000 m mężczyzn | 3:32.204   | 4.         | 3:44.545  | 8. FB     | 3:33.515 | 13.     |
| Afef Ben Ismail    | K-1 200 m kobiet    | 48.998     | 7.         | NQ        | NQ        | NQ       | NQ      |
| Afef Ben Ismail    | K-1 500 m kobiet    | 2:07.705   | 6.         | 2:15.362  | 8.        | NQ       | NQ      |

### Koszykówka
Turniej mężczyzn
Reprezentacja Tunezji brała udział w rozgrywkach grupy A turnieju olimpijskiego, przegrywając wszystkie pięć spotkań i zajmując w niej ostatnie miejsce. Nie awansowała do dalszej fazy rozgrywek.
Grupa A
| Miejsce | Drużyna           | Mecze | Punkty | Zwyc. | Por. | Kosze   |
| ------- | ----------------- | ----- | ------ | ----- | ---- | ------- |
| 1       | Stany Zjednoczone | 5     | 10     | 5     | 0    | 589-398 |
| 2       | Francja           | 5     | 9      | 4     | 1    | 376-378 |
| 3       | Argentyna         | 5     | 8      | 3     | 2    | 446-424 |
| 4       | Litwa             | 5     | 7      | 2     | 3    | 395-399 |
| 5       | Nigeria           | 5     | 6      | 1     | 4    | 338-456 |
| 6       | Tunezja           | 5     | 5      | 0     | 5    | 320-411 |

| 29 lipca 201210:00 | Nigeria                                            | 60:56(18:7, 13:8, 14:16, 15:25) | Tunezja                                                                   | Basketball Arena, Londyn Sędzia: - Ilija Belošević - Marcos Benito - Rabah Noujaim |
| 29 lipca 201210:00 | Pkt:Alade Aminu 15 Zb:Ike Diogu 10 As:Tony Skinn 3 | 60:56(18:7, 13:8, 14:16, 15:25) | Pkt:Amine Rzig 18 Zb:Makrem Ben Romdhane 12 As:Kechrid, Romdhane, Mejri 3 | Basketball Arena, Londyn Sędzia: - Ilija Belošević - Marcos Benito - Rabah Noujaim |

| 31 lipca 201223:15 | Tunezja                                                                       | 63:110(15:21, 18:25, 14:39, 16:25) | Stany Zjednoczone                                       | Basketball Arena, Londyn Sędzia: - Vaughan Mayberry - Samir Abaaki - Oļegs Latiševs |
| 31 lipca 201223:15 | Pkt:Makrem Ben Romdhane 22 Zb:Makrem Ben Romdhane 11 As:Makrem Ben Romdhane 4 | 63:110(15:21, 18:25, 14:39, 16:25) | Pkt:Love, Anthony 16 Zb:Kevin Durant 10 As:Chris Paul 7 | Basketball Arena, Londyn Sędzia: - Vaughan Mayberry - Samir Abaaki - Oļegs Latiševs |

| 2 sierpnia 201215:30 | Argentyna                                                   | 92:69(14:28, 26:12, 31:16, 21:13) | Tunezja                                                   | Basketball Arena, Londyn Sędzia: - Guerrino Cerebuch - Michael Aylen - Borys Ryschyk |
| 2 sierpnia 201215:30 | Pkt:Manu Ginóbili 24 Zb:Luis Scola 10 As:Facundo Campazzo 7 | 92:69(14:28, 26:12, 31:16, 21:13) | Pkt:Salah Mejri 19 Zb:Salah Mejri 14 As:Marouan Laghnej 5 | Basketball Arena, Londyn Sędzia: - Guerrino Cerebuch - Michael Aylen - Borys Ryschyk |

| 4 sierpnia 201210:00 | Tunezja                                                              | 69:73(15:20, 12:15, 16:25, 26:13) | Francja                                               | Basketball Arena, Londyn Sędzia: - Guerrino Cerebuch - William Kennedy - Vaughan Mayberry |
| 4 sierpnia 201210:00 | Pkt:Mohamed Hadidane 20 Zb:Makrem Ben Romdhane 8 As:Laghnej, Mejri 3 | 69:73(15:20, 12:15, 16:25, 26:13) | Pkt:Tony Parker 22 Zb:Nicolas Batum 5 As:Boris Diaw 8 | Basketball Arena, Londyn Sędzia: - Guerrino Cerebuch - William Kennedy - Vaughan Mayberry |

| 6 sierpnia 201212:15 | Tunezja                                              | 63:76(18:7, 17:22, 19:21, 9:26) | Litwa                                                                      | Basketball Arena, Londyn Sędzia: - Juan Arteaga - Saša Pukl - Felicia Grinter |
| 6 sierpnia 201212:15 | Pkt:Amine Rzig 17 Zb:Salah Mejri 12 As:Salah Mejri 3 | 63:76(18:7, 17:22, 19:21, 9:26) | Pkt:Songaila, Jasikevičius 13 Zb:Kleiza, Valančiūnas As:Mantas Kalnietis 9 | Basketball Arena, Londyn Sędzia: - Juan Arteaga - Saša Pukl - Felicia Grinter |

Skład
| Nr | Imię i nazwisko     | Data urodzenia (wiek) | Wzrost (cm) | Klub                     | Pozycja |
| -- | ------------------- | --------------------- | ----------- | ------------------------ | ------- |
| 4  | Radhouane Slimane   | 31.08.1980 (31)       | 205         | Al-Nasr Dubaj            | F       |
| 5  | Marouan Laghnej     | 22.04.1986 (26)       | 192         | JS Kairouan              | G       |
| 6  | Nizar Knioua        | 8.06.1983 (29)        | 188         | Stade Nabeulien          | G       |
| 7  | Mourad El-Mabrouk   | 19.10.1986 (25)       | 185         | Ezzahra Sport Rades      | G       |
| 8  | Marouan Kechrid     | 2.06.1981 (31)        | 178         | US Monastir              | G       |
| 9  | Mohamed Hdidane     | 27.04.1986 (26)       | 205         | Stade Nabeulien          | F       |
| 10 | Mehdi Hafsi         | 23.02.1978 (34)       | 203         | ESSM Le Portel           | F       |
| 11 | Makrem Ben Romdhane | 27.03.1989 (23)       | 204         | Étoile Sportive du Sahel | F       |
| 12 | Mokhtar Ghyaza      | 15.11.1986 (25)       | 204         | Ezzahra Sport Rades      | C       |
| 13 | Amine Rzig          | 25.08.1980 (31)       | 198         | Étoile Sportive du Sahel | F       |
| 14 | Youssef Gaddour     | 15.03.1990 (20)       | 203         | US Monastir              | F       |
| 15 | Salah Mejri         | 15.06.1986 (26)       | 217         | Étoile Sportive du Sahel | C       |

Trener:  Adel Tlatli

### Lekkoatletyka

#### Mężczyźni
Konkurencje biegowe
| Konkurencja                   | Zawodnik        | Runda 1  | Runda 1 | Runda 2  | Runda 2 | Półfinał | Półfinał | Finał    | Finał   |
| Konkurencja                   | Zawodnik        | Rezultat | Pozycja | Rezultat | Pozycja | Rezultat | Pozycja  | Rezultat | Pozycja |
| ----------------------------- | --------------- | -------- | ------- | -------- | ------- | -------- | -------- | -------- | ------- |
| Bieg na 3000 m z przeszkodami | Amor Ben Yahia  | 8:22.70  | 7.      | —        | —       | —        | —        | NQ       | NQ      |
| Maraton                       | Wissem Hosni    | —        | —       | —        | —       | —        | —        | 2:26:43  | 71.     |
| Chód na 20 km                 | Hassanine Sebei | —        | —       | —        | —       | —        | —        | DNF      | DNF     |

#### Kobiety
Konkurencje biegowe
| Konkurencja                   | Zawodniczka    | Runda 1  | Runda 1 | Runda 2  | Runda 2 | Półfinał | Półfinał | Finał    | Finał   |
| Konkurencja                   | Zawodniczka    | Rezultat | Pozycja | Rezultat | Pozycja | Rezultat | Pozycja  | Rezultat | Pozycja |
| ----------------------------- | -------------- | -------- | ------- | -------- | ------- | -------- | -------- | -------- | ------- |
| Bieg na 3000 m z przeszkodami | Habiba Ghribi  | 9:27.42  | 2.      | —        | —       | —        | —        | 9:08.37  | srebro  |
| Maraton                       | Amira Ben Amor | —        | —       | —        | —       | —        | —        | 2:40:13  | 80.     |

### Piłka ręczna
Mężczyźni
Reprezentacja Tunezji brała udział w rozgrywkach grupy A turnieju olimpijskiego, wygrywając dwa mecze i przegrywając trzy. Awansowała w ten sposób do dalszej fazy turnieju, gdzie w 1/4 finału uległa Chorwacji.
Faza grupowa
Grupa A
Tabela
| Zespół          | M | Z | R | P | G + | G - | +/- | Pkt |
| --------------- | - | - | - | - | --- | --- | --- | --- |
| Islandia        | 5 | 5 | 0 | 0 | 167 | 132 | +35 | 10  |
| Francja         | 5 | 4 | 0 | 1 | 159 | 110 | +49 | 8   |
| Szwecja         | 5 | 3 | 0 | 2 | 156 | 115 | +41 | 6   |
| Tunezja         | 5 | 2 | 0 | 3 | 121 | 125 | -4  | 4   |
| Argentyna       | 5 | 1 | 0 | 4 | 113 | 138 | -25 | 2   |
| Wielka Brytania | 5 | 0 | 0 | 5 | 96  | 192 | -96 | 0   |

Wyniki
| 29 lipca 201215:30 | Szwecja         | 28:21(16:11) | Tunezja             | Copper Box, Londyn Sędzia: RALUY LOPEZ Oscar, SABROSO Angel |
| 29 lipca 201215:30 | Dalibor Doder 8 | 28:21(16:11) | Oussama Boughanmi 6 | Copper Box, Londyn Sędzia: RALUY LOPEZ Oscar, SABROSO Angel |
| 29 lipca 201215:30 | 4× · 3×         | 28:21(16:11) | 5× · 3×             | Copper Box, Londyn Sędzia: RALUY LOPEZ Oscar, SABROSO Angel |

| 31 lipca 20129:30 WET+1 | Tunezja          | 22:32(8:19) | Islandia          | Copper Box, Londyn, Wielka Brytania Sędzia: Mohamed Al-Nuaimi, Omar Almarzooqi Omar, |
| 31 lipca 20129:30 WET+1 | Amine Bannour 10 | 22:32(8:19) | Aron Pálmarsson 8 | Copper Box, Londyn, Wielka Brytania Sędzia: Mohamed Al-Nuaimi, Omar Almarzooqi Omar, |
| 31 lipca 20129:30 WET+1 | 3× · 4×          | 22:32(8:19) | 5× · 4×           | Copper Box, Londyn, Wielka Brytania Sędzia: Mohamed Al-Nuaimi, Omar Almarzooqi Omar, |

| 2 sierpnia 201212:15 | Francja           | 25:19(12:11) | Tunezja         | Copper Box, Londyn Sędzia: NIKOLIC Nenad,STOJKOVIC Dusan |
| 2 sierpnia 201212:15 | Daniel Narcisse 7 | 25:19(12:11) | Amine Bannour 5 | Copper Box, Londyn Sędzia: NIKOLIC Nenad,STOJKOVIC Dusan |
| 2 sierpnia 201212:15 | 5× · 4×           | 25:19(12:11) | 7× · 4×         | Copper Box, Londyn Sędzia: NIKOLIC Nenad,STOJKOVIC Dusan |

| 4 sierpnia 201210:30 | Tunezja        | 34:17(14:8) | Wielka Brytania   | Copper Box, Londyn Sędzia: Gubica Matija, Milošević Boris |
| 4 sierpnia 201210:30 | Aymen Toumi 10 | 34:17(14:8) | Sebastien Edgar 5 | Copper Box, Londyn Sędzia: Gubica Matija, Milošević Boris |
| 4 sierpnia 201210:30 | 5× · 3×        | 34:17(14:8) | 6× · 3×           | Copper Box, Londyn Sędzia: Gubica Matija, Milošević Boris |

| 6 sierpnia 201212:15 | Argentyna       | 23:25(12:12) | Tunezja         | Copper Box, Londyn Sędzia: OLESEN Per, PEDERSEN Lars Ejby |
| 6 sierpnia 201212:15 | Diego Simonet 6 | 23:25(12:12) | Kamel Alouini 7 | Copper Box, Londyn Sędzia: OLESEN Per, PEDERSEN Lars Ejby |
| 6 sierpnia 201212:15 | 7× · 2× · 1×    | 23:25(12:12) | 6× · 3× · 1×    | Copper Box, Londyn Sędzia: OLESEN Per, PEDERSEN Lars Ejby |

Ćwierćfinał
| 8 sierpnia 201221:30 | Chorwacja    | 25:23(11:12) | Tunezja                       | Copper Box, Londyn Sędzia: MARINA Carlos Maria, MINORE Dario Leonel |
| 8 sierpnia 201221:30 | Ivan Čupić 8 | 25:23(11:12) | Kamel Alouini, Wael Jallouz 4 | Copper Box, Londyn Sędzia: MARINA Carlos Maria, MINORE Dario Leonel |
| 8 sierpnia 201221:30 | 3× · 2×      | 25:23(11:12) | 5× · 4× · 1×                  | Copper Box, Londyn Sędzia: MARINA Carlos Maria, MINORE Dario Leonel |

Skład
- Trener: Alain Portes

| Nr    | Imię i nazwisko    | Data urodzenia (wiek)         | Wzrost (cm) | Waga (kg) | Klub                               | Pozycja      |
| ----- | ------------------ | ----------------------------- | ----------- | --------- | ---------------------------------- | ------------ |
| 3     | Selim Hedoui       | 1 października 1983(dts) (28) | 199         | 94        | Al Arabi Handball Club             | Rozgrywający |
| 4     | Aymen Toumi        | 11 lipca 1990(dts) (22)       | 184         | 84        | Étoile Sportive du Sahel           | Skrzydłowy   |
| 6     | Issam Tej          | 29 lipca 1979(dts) (33)       | 187         | 110       | Montpellier Agglomération Handball | Obrotowy     |
| 7     | Jaleleddine Touati | 12 lipca 1982(dts) (30)       | 189         | 82        | Dunkerque Handball Grand Littoral  | Skrzydłowy   |
| 8 (K) | Wissem Hmam        | 21 kwietnia 1981(dts) (31)    | 198         | 107       | Montpellier Agglomération Handball | Rozgrywający |
| 9     | Amine Bannour      | 21 lutego 1990(dts) (22)      | 197         | 90        | Club Africain Tunis                | Rozgrywający |
| 10    | Kamel Alouini      | 6 lipca 1988(dts) (24)        | 187         | 86        | Club Africain Tunis                | Rozgrywający |
| 12    | Marouen Maggaiz    | 28 lipca 1983(dts) (29)       | 191         | 105       | HBC Nantes                         | Bramkarz     |
| 16    | Wassim Helal       | 16 lipca 1982(dts) (30)       | 193         | 87        | Espérance Tunis                    | Bramkarz     |
| 17    | Wael Jallouz       | 3 maja 1991(dts) (21)         | 198         | 92        | AS Hammamet                        | Rozgrywający |
| 19    | Mosbah Sanai       | 26 marca 1991(dts) (21)       | 191         | 90        | Étoile Sportive du Sahel           | Rozgrywający |
| 20    | Heykel Megannem    | 28 lutego 1977(dts) (35)      | 186         | 86        | Saint-Raphaël Var Handball         | Rozgrywający |
| 21    | Anouar Ayed        | 9 maja 1978(dts) (34)         | 180         | 75        | Toulouse Handball                  | Skrzydłowy   |
| 22    | Oussama Boughanmi  | 5 lutego 1990(dts) (22)       | 185         | 83        | Club Africain Tunis                | Skrzydłowy   |
| 31    | Marouan Chouiref   | 27 maja 1990(dts) (22)        | 197         | 102       | Club Africain Tunis                | Obrotowy     |

### Pływanie
Mężczyźni
| Zawodnik         | Konkurencja               | Eliminacje | Eliminacje | Półfinał | Półfinał | Finał     | Finał   |
| Zawodnik         | Konkurencja               | Czas       | Miejsce    | Czas     | Miejsce  | Czas      | Miejsce |
| ---------------- | ------------------------- | ---------- | ---------- | -------- | -------- | --------- | ------- |
| Ahmed Mathlouthi | 200 m st. dowolnym        | 1:49.68    | 30.        | NQ       | NQ       | NQ        | NQ      |
| Oussama Mellouli | 1500 m st. dowolnym       | 14:46.23   | 2.         |          |          | 14:40.31  | brąz    |
| Oussama Mellouli | 10 km na otwartym akwenie |            |            |          |          | 1:49:55.1 | złoto   |
| Taki M'Rabet     | 100 m st. zmiennym        | 2:01.41    | 29.        | NQ       | NQ       | NQ        | NQ      |
| Taki M'Rabet     | 400 m st. zmiennym        | DSQ        | DSQ        |          |          | NQ        | NQ      |

Kobiety
| Zawodniczka  | Konkurencja          | Eliminacje | Eliminacje | Półfinał | Półfinał | Finał | Finał   |
| Zawodniczka  | Konkurencja          | Czas       | Miejsce    | Czas     | Miejsce  | Czas  | Miejsce |
| ------------ | -------------------- | ---------- | ---------- | -------- | -------- | ----- | ------- |
| Sarra Lajnef | 200 m st. klasycznym | 2:31.15    | 31.        | NQ       | NQ       | NQ    | NQ      |

### Podnoszenie ciężarów
| Zawodnik         | Konkurencja | Rwanie | Rwanie  | Podrzut | Podrzut | Razem | Pozycja |
| Zawodnik         | Konkurencja | Wynik  | Pozycja | Wynik   | Pozycja | Razem | Pozycja |
| ---------------- | ----------- | ------ | ------- | ------- | ------- | ----- | ------- |
| Khalil El-Maaoui | - 56 kg (m) | 132    | 2.      | DNF     | DNF     | DNF   | DNF     |
| Ghada Hassine    | - 69 kg (k) | 102    | 11.     | 120     | 10.     | 222   | 10.     |

### Siatkówka

#### Siatkówka halowa
- Reprezentacja mężczyzn - faza grupowa.

Drużyna Tunezji grała w grupie B turnieju siatkarskiego mężczyzn, przegrywając wszystkie mecze i zajmując ostatnie, 6. miejsce. Nie awansowała do dalszych rozgrywek.
Grupa B
Tabela
| Lp. | Drużyna           | Pkt | Mecze | Mecze   | Mecze   | Sety | Sety | Sety  | Małe punkty | Małe punkty | Małe punkty |
| Lp. | Drużyna           | Pkt | M     | W (3:2) | P (2:3) | wyg. | prz. | ratio | zdob.       | str.        | ratio       |
| --- | ----------------- | --- | ----- | ------- | ------- | ---- | ---- | ----- | ----------- | ----------- | ----------- |
| 1   | Stany Zjednoczone | 13  | 5     | 4 (0)   | 1 (1)   | 14   | 4    | 3.500 | 427         | 370         | 1.154       |
| 2   | Brazylia          | 11  | 5     | 4 (1)   | 1 (0)   | 13   | 5    | 2.600 | 418         | 379         | 1.103       |
| 3   | Rosja             | 11  | 5     | 4 (1)   | 1 (0)   | 12   | 5    | 2.400 | 408         | 352         | 1.159       |
| 4   | Niemcy            | 5   | 5     | 2 (1)   | 3 (0)   | 6    | 11   | 0.545 | 379         | 388         | 0.977       |
| 5   | Serbia            | 5   | 5     | 1 (0)   | 4 (2)   | 7    | 13   | 0.538 | 413         | 455         | 0.908       |
| 6   | Tunezja           | 0   | 5     | 0 (0)   | 5 (0)   | 1    | 15   | 0.067 | 294         | 395         | 0.744       |

Źródło: fivb.org
Punktacja: 3:0 i 3:1 – 3 pkt; 3:2 – 2 pkt; 2:3 – 1 pkt; 1:3 i 0:3 – 0 pkt
Zasady ustalania kolejności: 1. liczba punktów; 2. liczba zwycięstw; 3. stosunek setów; 4. stosunek małych punktów; 5. bilans w bezpośrednich meczach
Wyniki spotkań
| Data  | Godzina | Drużyna 1 | Wynik | Drużyna 2         | Set 1 | Set 2 | Set 3 | Set 4 | Set 5 | Widzów | Raport |
| ----- | ------- | --------- | ----- | ----------------- | ----- | ----- | ----- | ----- | ----- | ------ | ------ |
| 29.07 | 10:30   | Tunezja   | 0:3   | Brazylia          | 18:25 | 21:25 | 17:25 | --:-- | --:-- | 10.000 |        |
| 31.07 | 10:30   | Tunezja   | 1:3   | Serbia            | 15:25 | 21:25 | 25:20 | 18:25 | --:-- | 10.500 |        |
| 02.08 | 15:45   | Tunezja   | 0:3   | Rosja             | 21:25 | 15:25 | 23:25 | --:-- | --:-- | 13.000 |        |
| 04.08 | 10:30   | Tunezja   | 0:3   | Niemcy            | 15:25 | 16:25 | 16:25 | --:-- | --:-- | 11.000 |        |
| 06.08 | 21:00   | Tunezja   | 0:3   | Stany Zjednoczone | 15:25 | 19:25 | 19:25 | --:-- | --:-- | 11.000 |        |

Skład:
Trener: Fethi Mkaouer
Asystent: Riadh Hedhili
| Nr | Imię i nazwisko        | Data urodzenia (wiek) | Wzrost (cm) | Klub                     | Pozycja |
| -- | ---------------------- | --------------------- | ----------- | ------------------------ | ------- |
| 2  | Ahmed Kadhi            | 19.04.1989 (23)       | 198         | C.O. Kelibia             | Ś       |
| 3  | Marouane M'rabet       | 05.06.1985 (27)       | 186         | C.O. Kelibia             | P       |
| 7  | Elyes Karamosly        | 22.08.1989 (22)       | 195         | Espérance Tunis          | P       |
| 8  | Mohamed Ben Slimane    | 29.11.1981 (30)       | 187         | Étoile Sportive du Sahel | R       |
| 10 | Hamza Nagga            | 29.05.1990 (22)       | 196         | C.O. Kelibia             | A       |
| 11 | Ismail Moalla          | 30.01.1990 (22)       | 195         | Club Sportif Sfaxien     | P       |
| 12 | Anouer Taouerghi       | 17.08.1983 (28)       | 178         | Club Sportif Sfaxien     | L       |
| 13 | Noureddine Hfaiedh (K) | 27.08.1973 (38)       | 197         | Étoile Sportive du Sahel | P       |
| 14 | Bilel Ben Hassine      | 22.06.1983 (29)       | 195         | Club Sportif Sfaxien     | Ś       |
| 15 | Mehdi Ben Cheikh       | 13.05.1979 (33)       | 183         | Espérance Tunis          | R       |
| 16 | Hichem Kaabi           | 13.09.1986 (25)       | 194         | Espérance Tunis          | A       |
| 18 | Hakim Zouari           | 28.03.1988 (24)       | 197         | Club Sportif Sfaxien     | Ś       |

### Strzelectwo
Kobiety
| Zawodniczka | Konkurencja                | Kwalifikacje | Kwalifikacje | Finał  | Finał   |
| Zawodniczka | Konkurencja                | Punkty       | Miejsce      | Punkty | Miejsce |
| ----------- | -------------------------- | ------------ | ------------ | ------ | ------- |
| Noura Nasri | Pistolet pneumatyczny 10 m | 377          | 29.          | NQ     | NQ      |

### Szermierka
Mężczyźni
| Zawodnik        | Konkurencja          | 1/32             | 1/16             | 1/8              | Ćwierćfinały     | Półfinały        | Finał            | Finał   |
| Zawodnik        | Konkurencja          | Przeciwnik Wynik | Przeciwnik Wynik | Przeciwnik Wynik | Przeciwnik Wynik | Przeciwnik Wynik | Przeciwnik Wynik | Pozycja |
| --------------- | -------------------- | ---------------- | ---------------- | ---------------- | ---------------- | ---------------- | ---------------- | ------- |
| Mohamed Samandi | Floret indywidualnie | Rosowsky W 15-8  | Cassarà P 7-15   | NQ               | NQ               | NQ               | NQ               | NQ      |
| Hicheim Samandi | Szabla indywidualnie | Jansen P 13-15   | NQ               | NQ               | NQ               | NQ               | NQ               | NQ      |

Kobiety
| Zawodniczka        | Konkurencja          | 1/32                | 1/16                | 1/8                 | Ćwierćfinały        | Półfinały           | Finał               | Finał   |
| Zawodniczka        | Konkurencja          | Przeciwniczka Wynik | Przeciwniczka Wynik | Przeciwniczka Wynik | Przeciwniczka Wynik | Przeciwniczka Wynik | Przeciwniczka Wynik | Pozycja |
| ------------------ | -------------------- | ------------------- | ------------------- | ------------------- | ------------------- | ------------------- | ------------------- | ------- |
| Sarra Besbes       | Szpada indywidualnie | BYE                 | Luo X W 15-9        | Choi IJ W 12-11     | Heidemann P 12-15   | NQ                  | NQ                  | NQ      |
| Ines Boubakri      | Floret indywidualnie | BYE                 | Ross W 15-8         | Guyart W 15-12      | Vezzali P 7-8       | NQ                  | NQ                  | NQ      |
| Azza Besbes        | Szabla indywidualnie | —                   | Au SY W 15-13       | Wozniak P 13-15     | NQ                  | NQ                  | NQ                  | NQ      |
| Amira Ben Chaabane | Szabla indywidualnie | BYE                 | Chen X P 12-15      | NQ                  | NQ                  | NQ                  | NQ                  | NQ      |

### Taekwondo
| Zawodnik          | Konkurencja | 1/8                 | Ćwierćfinały     | Półfinały        | Repesaż 1        | Repesaż 2        | Finał            | Finał   |
| Zawodnik          | Konkurencja | Przeciwnik Wynik    | Przeciwnik Wynik | Przeciwnik Wynik | Przeciwnik Wynik | Przeciwnik Wynik | Przeciwnik Wynik | Pozycja |
| ----------------- | ----------- | ------------------- | ---------------- | ---------------- | ---------------- | ---------------- | ---------------- | ------- |
| Khaoula Ben Hamza | + 67 kg k   | Barysznikowa P 6-12 | NQ               | NQ               | NQ               | NQ               | NQ               | NQ      |

### Tenis ziemny
Mężczyźni
| Zawodnik         | Konkurencja | 1/32             | 1/16             | 1/8              | Ćwierćfinały     | Półfinały        | Finał            | Finał   |
| Zawodnik         | Konkurencja | Przeciwnik Wynik | Przeciwnik Wynik | Przeciwnik Wynik | Przeciwnik Wynik | Przeciwnik Wynik | Przeciwnik Wynik | Pozycja |
| ---------------- | ----------- | ---------------- | ---------------- | ---------------- | ---------------- | ---------------- | ---------------- | ------- |
| Malik al-Dżaziri | singel      | Lu 7:6, 4:6, 6:3 | Isner 6:7, 2:6   | NQ               | NQ               | NQ               | NQ               | NQ      |

Kobiety
| Zawodniczka | Konkurencja | 1/32                  | 1/16                | 1/8                 | Ćwierćfinały        | Półfinały           | Finał               | Finał   |
| Zawodniczka | Konkurencja | Przeciwniczka Wynik   | Przeciwniczka Wynik | Przeciwniczka Wynik | Przeciwniczka Wynik | Przeciwniczka Wynik | Przeciwniczka Wynik | Pozycja |
| ----------- | ----------- | --------------------- | ------------------- | ------------------- | ------------------- | ------------------- | ------------------- | ------- |
| Uns Dżabir  | singel      | Lisicki 6:4, 0:6, 6:7 | NQ                  | NQ                  | NQ                  | NQ                  | NQ                  | NQ      |

### Wioślarstwo
Mężczyźni
| Zawodnicy   | Konkurencja | Eliminacje | Eliminacje | Repasaże | Repasaże   | Ćwierćfinał | Ćwierćfinał | Półfinał | Półfinał | Finał   | Finał  | Miejsce |
| Zawodnicy   | Konkurencja | Czas       | M.         | Czas     | M.         | Czas        | M.          | Czas     | M.       | Czas    | M.     | Miejsce |
| ----------- | ----------- | ---------- | ---------- | -------- | ---------- | ----------- | ----------- | -------- | -------- | ------- | ------ | ------- |
| Aymen Mejri | Jedynka     | 7:21.64    | 5. (R)     | 7:11.94  | 4. (P E/F) | BYE         | BYE         | 7:58.48  | 5. (F F) | 7:33.62 | 1. (F) | 31.     |

Kobiety
| Zawodniczki | Konkurencja | Eliminacje | Eliminacje | Repasaże | Repasaże | Ćwierćfinał | Ćwierćfinał | Półfinał | Półfinał | Finał   | Finał  | Miejsce |
| Zawodniczki | Konkurencja | Czas       | M.         | Czas     | M.       | Czas        | M.          | Czas     | M.       | Czas    | M.     | Miejsce |
| ----------- | ----------- | ---------- | ---------- | -------- | -------- | ----------- | ----------- | -------- | -------- | ------- | ------ | ------- |
| Racha Soula | Jedynka     | 8:19.31    | 6. (R)     | 8:10.76  | 4. (F E) | BYE         | BYE         | BYE      | BYE      | 8:49.47 | 3. (E) | 27.     |

### Zapasy
Mężczyźni
Styl wolny
| Zawodnik         | Konkurencja | Kwalifikacje     | 1/8              | Ćwierćfinał      | Półfinał         | Repesaż 1        | Repesaż 2        | Finał            | Finał   |
| Zawodnik         | Konkurencja | Przeciwnik Wynik | Przeciwnik Wynik | Przeciwnik Wynik | Przeciwnik Wynik | Przeciwnik Wynik | Przeciwnik Wynik | Przeciwnik Wynik | Pozycja |
| ---------------- | ----------- | ---------------- | ---------------- | ---------------- | ---------------- | ---------------- | ---------------- | ---------------- | ------- |
| Heithem Belayech | −66 kg      | Garcia P 0-5     | NQ               | NQ               | NQ               | NQ               | NQ               | NQ               | 18.     |
| Bilel Ouechteti  | −74 kg      | BYE              | Szapijew P 0-3   | NQ               | NQ               | NQ               | NQ               | NQ               | 11.     |

Styl klasyczny
| Zawodnik         | Konkurencja | Kwalifikacje     | 1/8              | Ćwierćfinał      | Półfinał         | Repesaż 1        | Repesaż 2        | Finał            | Finał   |
| Zawodnik         | Konkurencja | Przeciwnik Wynik | Przeciwnik Wynik | Przeciwnik Wynik | Przeciwnik Wynik | Przeciwnik Wynik | Przeciwnik Wynik | Przeciwnik Wynik | Pozycja |
| ---------------- | ----------- | ---------------- | ---------------- | ---------------- | ---------------- | ---------------- | ---------------- | ---------------- | ------- |
| Zied Ayet Okrame | −74 kg      | BYE              | Guenot P 0-3     | NQ               | NQ               | NQ               | NQ               | NQ               | 17.     |
| Haykel Achouri   | −84 kg      | BYE              | Raczyba P 0-3    | NQ               | NQ               | NQ               | NQ               | NQ               | 15.     |
| Hassine Ayari    | −96 kg      | BYE              | Atafi W 3-1      | Estrada P 0-3    | NQ               | NQ               | NQ               | NQ               | 9.      |
| Radhouane Chebbi | −120 kg     | BYE              | Banak P 0-3      | NQ               | NQ               | NQ               | NQ               | NQ               | 15.     |

Kobiety
| Zawodniczka  | Konkurencja | Kwalifikacje        | 1/8                 | Ćwierćfinał         | Półfinał            | Repesaż 1           | Repesaż 2           | Finał               | Finał   |
| Zawodniczka  | Konkurencja | Przeciwniczka Wynik | Przeciwniczka Wynik | Przeciwniczka Wynik | Przeciwniczka Wynik | Przeciwniczka Wynik | Przeciwniczka Wynik | Przeciwniczka Wynik | Pozycja |
| ------------ | ----------- | ------------------- | ------------------- | ------------------- | ------------------- | ------------------- | ------------------- | ------------------- | ------- |
| Maroi Mezien | -48 kg      | BYE                 | Obara P 0-5         | NQ                  | NQ                  | —                   | Sambou P 1-3        | NQ                  | 14.     |
| Marwa Amri   | −55 kg      | Um JE W 5-0         | Mattsson P 0-3      | NQ                  | NQ                  | NQ                  | NQ                  | NQ                  | 8.      |

### Żeglarstwo
Mężczyźni
| Zawodnik       | Konkurencja | Wyścig | Wyścig | Wyścig | Wyścig | Wyścig | Wyścig | Wyścig | Wyścig | Wyścig | Wyścig | Wyścig | Punkty | Finałowa pozycja |
| Zawodnik       | Konkurencja | 1      | 2      | 3      | 4      | 5      | 6      | 7      | 8      | 9      | 10     | M*     | Punkty | Finałowa pozycja |
| -------------- | ----------- | ------ | ------ | ------ | ------ | ------ | ------ | ------ | ------ | ------ | ------ | ------ | ------ | ---------------- |
| Youssef Akrout | Laser       | 41     | 36     | 40     | 44     | 31     | 39     | 39     | 33     | 45     | 48     | -      | 348    | 45.              |